# Peucedramus taeniatus
El ocotero, chip oliváceo o peucedramo (Peucedramus taeniatus) es una especie de ave paseriforme que habita en el sur de Norteamérica y Centroamérica. Es el único miembro del género Peucedramus y de la familia Peucedramidae.

## Distribución
Esta especie se reproduce desde Arizona, en Estados Unidos, hasta Nicaragua, incluyendo México y la mayor parte de América Central exceptuando Costa Rica y Panamá. Es la única familia de aves endémica de Norteamérica (incluyendo América Central). Es una especie no migratoria de bosques de coníferas.

## Único miembro de su familia
En el pasado fue incluida en la familia Parulidae, pero el estudio con secuencia de ADN sugiere que ésta se separó temprano de los otros passeriformes, antes de la diferenciación de todo el grupo Parulidae/Emberizidae /Icteridae. Por lo tanto se le ha asignado ahora una familia propia.
- Familia: Peucedramidae
  - Peucedramus taeniatus, chip oliváceo, Olive Warbler

## Descripción
El chip oliváceo es un pájaro de alas largas. Tiene un cuerpo gris y en las alas con algo de verde olivo en las alas y dos barras blancas. La cabeza y el pecho del macho son anaranjados y tiene un parche negro sobre el ojo. En la hembra y el inmaduro, lo anaranjado es reemplazado por amarillo, y la máscara negra es más difusa. El canto consiste de silbidos claros. Se alimenta de insectos.

### Nido
Ponen de 3 a 4 huevos en nidos que construyen sobre árboles.

### Libro
- Lowther, P. E., and J. Nocedal. 1997. Olive Warbler (Peucedramus taeniatus). In The Birds of North America, No. 310 (A. Poole and F. Gill, eds.). The Academy of Natural Sciences, Philadelphia, PA, and The American Ornithologists’ Union, Washington, D.C.

### Tesina
- Hobart HH. Ph.D. (1991). Comparative karyology in nine-primaried oscines (Aves). The University of Arizona, United States -- Arizona.

### Artículos
- Ewing KE. (1971). Olive Warbler at Mccoy Eagle County Colorado. Colorado Field Ornithologist. vol 9, n.º 32.

- Groth JG. (1998). Molecular phylogenetics of finches and sparrows: Consequences of character state removal in cytochrome b sequences. Molecular Phylogenetics & Evolution. vol 10, n.º 3. p. 377-390.

- Lovette IJ & Hochachka WM. (2006). Simultaneous effects of phylogenetic niche conservatism and competition on avian community structure. Ecology. vol 87. n.º 7. Suppl. S14-S28.

- Martinez-Morales, Miguel Ángel. (2004). New records of birds in the cloud forest of northeastern Hidalgo, Mexico. HUITZIL. vol 5. n.º 2. p. 12-19. (Art. en castellano, resumen en inglés)

- Rusterholz KA. (1981). Competition and the Structure of an Avian Foraging Guild. American Naturalist. vol 118, n.º 2. p. 173-190.

- Vander Wall SB & Sullivan K. (1977). Olive Warblers in the San-Francisco Mountains Arizona. Western Birds. vol 8, n.º 3.

- Datos: Q260726
- Multimedia: Peucedramus taeniatus / Q260726
- Especies: Peucedramus taeniatus